# Acidente do Bell UH-1 da Sapphire Aviation em 2018
Em 17 de janeiro de 2018, um helicóptero Bell UH-1H Iroquois da Sapphire Aviation caiu perto de Raton, Novo México, Estados Unidos. Cinco das seis pessoas a bordo morreram. O único sobrevivente ficou gravemente ferido.

## Aeronave
A aeronave envolvida era um Bell UH-1H Iroquois, com prefixo N658H.
A aeronave serviu no Exército dos Estados Unidos (como número de série "67-17658") e entrou em ação durante a Guerra do Vietnã, caiu em 31 de maio de 1969 no Firebase Eagles Nest.  Ele foi devolvido aos Estados Unidos e reparado e usado pela Guarda Nacional do Exército de Ohio antes de ser retirado para o Museu Militar Firelands em Ohio.

## Acidente
O helicóptero caiu e pegou fogo a leste de Raton, Novo México. O piloto, o passageiro classificado como piloto e três dos quatro passageiros a bordo morreram, incluindo o político zimbabuense Roy Bennett e o detentor do recorde mundial britânico Charles Burnett III.
Burnett havia estabelecido o recorde de um carro movido a vapor em 2009. A única sobrevivente, Andra Cobb, era filha do passageiro classificado como piloto Paul Cobb e parceira romântica de longa data de Charles Burnett. Cobb ficou gravemente ferido, mas conseguiu dar o alarme pelo celular; embora ela não tenha conseguido fornecer a localização do acidente, ele foi localizado pela Polícia do Estado do Novo México em um rancho de 15 mi (24 km) leste de Raton. A aeronave estava voando do Aeroporto Municipal de Raton para um local em Folsom, Novo México. Ele caiu por volta das 18:00, horário local. O Diário de Albuquerque informou que o piloto havia dito que houve problemas mecânicos com o helicóptero na véspera do acidente. Foi declarado que eles haviam sido consertados antes do vôo fatal.

## Investigação
O US National Transportation Safety Board abriu uma investigação sobre o acidente.